# David Larson
David Larson (Estados Unidos, 25 de junio de 1959) es un nadador estadounidense retirado especializado en pruebas de estilo libre, donde consiguió ser campeón olímpico en 1984 en los 4x200 metros estilo libre.

## Carrera deportiva
En los Juegos Olímpicos de Los Ángeles 1984 ganó la medalla de oro en los relevos de 4x200 metros estilo libre, con un tiempo de 7:16.59 segundos que fue récord del mundo, por delante de Alemania (plata) y Reino Unido (bronce), siendo sus compañeros de equipo los nadadores: Mike Heath, Jeff Float, Bruce Hayes, Geoff Gaberino y Richard Saeger.